# سونی لابو تانسی
سونی لابو تانسی (به فرانسوی: Sony Labou Tansi) نویسنده قرن بیستم میلادی اهل کنگو بود.